# (7916) 1981 EN
(7916) 1981 EN là một tiểu hành tinh vành đai chính. Nó được phát hiện bởi Henri Debehogne và Giovanni de Sanctis ở Đài thiên văn La Silla ở Chile, ngày 1 tháng 3 năm 1981.